# Heinrich Klang
Heinrich Adalbert Klang (* 15. April 1875 in Wien; † 22. Jänner 1954 ebenda) war ein österreichischer Rechtswissenschaftler. Er war Professor für Bürgerliches Recht an der Universität Wien, Senatspräsident am Obersten Gerichtshof in Wien und Überlebender des Holocaust. Klang zählte zu den bedeutenden Zivilrechtswissenschaftlern des 20. Jahrhunderts in Österreich.

## Leben und Wirken
Heinrich Klang, Sohn des Generaldirektors James Klang und seiner Ehefrau Karoline, geb. Rooz, studierte nach dem Abschluss seiner Schullaufbahn ab 1892 an der Universität Wien Rechtswissenschaften. Das Studium schloss er in Wien 1897 mit der Promotion ab. Danach leistete er Militärdienst. Bis zum Ausbruch des Ersten Weltkrieges war er nach Ablegung der Richteramtsprüfung ab 1901 als Richter an Gerichten in und außerhalb Wiens sowie ab 1911 im Hauptausschuss der Österreichischen Richtervereinigung tätig.
Nach Kriegsausbruch war Klang als Offizier der k.u.k. Armee an der Ostfront eingesetzt und ab 1916 als Militärrichter in Wien. Bei Kriegsende hatte er den Rang eines Hauptmann-Auditors und erhielt mehrere Kriegsauszeichnungen.
Zwischen 1918 und 1925 war er Richter für Zivilrecht am Landesgericht Wien. Von 1926 bis 1938 war Klang am Oberlandesgericht Wien, wo er ab 1928 einem Berufungssenat vorstand und ab 1930 als Senatspräsident tätig war. Zwischen 1913 und 1938 war er Vorstandsmitglied der Wiener juristischen Gesellschaft und Vertreter dieser Gesellschaft im Beirat des österreichisch-deutschen Volksbundes sowie Mitglied der Unterausschüsse der österreichisch-deutschen Arbeitsgemeinschaft für die Angleichung des Bürgerlichen- und Zivilprozessrechtes.
Ab 1903 publizierte Klang rechtswissenschaftliche Artikel in Fachzeitschriften, insgesamt 775. Klang gehörte ab 1923 der Redaktion der renommierten österreichischen Fachzeitschrift Juristische Blätter an, deren Herausgeber er von 1928 bis 1938 und erneut von 1947 bis 1954 wurde. Nach seiner 1922 erfolgten Habilitation war er als Privatdozent und ab 1925 als außerordentlicher Professor für Bürgerliches Recht an der Universität Wien tätig. 1926 wurde er mit der Herausgabe eines Kommentars zum Allgemeinen bürgerlichen Gesetzbuch beauftragt, der zwischen 1931 und 1935 in erster Auflage erschien. Politisch engagierte er sich in den 1920er Jahren bei der österreichischen Bürgerlich-Demokratischen Partei – später in Demokratische Mittelstandspartei umbenannt –, die jedoch mangels Wahlerfolgen Anfang der 1930er Jahre bedeutungslos wurde.
Nach dem Anschluss Österreichs an das Deutsche Reich im März 1938 wurde Klang als Jude am 1. Juni 1938 in den Ruhestand versetzt und musste alle beruflichen Tätigkeiten aufgeben. Für seinen Lebensunterhalt war Klang nun zum Verkauf seiner großen Bücherbestände gezwungen. Mehrere Versuche legal zu emigrieren, so in die USA, Kuba und nach China, scheiterten. Aufgrund eines erfolglosen Fluchtversuches nach Ungarn wurde er verhaftet. Anschließend wurde er ins Ghetto Theresienstadt deportiert, wo er am 25. September 1942 ankam. Auf einer Prominentenliste des Ghettos ist er als „A-Prominenter“ aufgeführt. Er war dort Richter am Ghettogericht des Judenrats und übernahm dort im Herbst 1944 den Vorsitz, die Verhandlungsgegenstände waren im Wesentlichen Verlassenschaftsverfahren, Vormundschaften, Kuratelen und Strafrechtsangelegenheiten. Für die österreichischen Häftlinge gehörte er dem Ältestenrat des Judenrats an und engagierte sich für seine Mitgefangenen. Er wurde am 8. Mai 1945 in Theresienstadt durch Soldaten der Roten Armee befreit. Mit ehemaligen österreichischen Häftlingen erreichte er am 8. Juli 1945 wieder Wien.
Noch im Juli 1945 wurde er von der Alliierten Militärregierung dem Obersten Gerichtshof (OGH) zugewiesen. Ab dem 25. November 1945 stand er am OGH wieder als Senatspräsident einem ordentlichen Zivilsenat und ab 1947 zusätzlich einem arbeitsrechtlichen Senat vor. Zudem war auch Vorsitzender der „Obersten Rückstellungskommission“, die sich mit Wiedergutmachungsfragen befasste. Er war maßgeblich an der Schaffung der juristischen Restitutionsgrundlagen in Österreich beteiligt. Klang wurde Ende 1949 pensioniert. Er arbeitete zudem leitend in der Israelitischen Kultusgemeinde Wien mit.
Klang heiratete 1952 die Witwe seines Bruders Fritz. Ein weiterer Bruder, der Schriftsteller Marcell Klang, war 1942 bei einem Fluchtversuch im KZ Mauthausen erschossen worden.
Klang starb 1954 in Wien.

## Auszeichnungen
- Signum Laudis
- Goldenes Verdienstkreuz mit der Krone
- Komturkreuz des Österreichischen Verdienstordens
- Preis der Stadt Wien für Geisteswissenschaften (1951)[5]

## Schriften
Der von Klang herausgegebene Kommentar zum Allgemeinen Bürgerlichen Gesetzbuch erschien in erster Auflage zwischen 1931 und 1935. Klang bearbeitete selbst aus dem Bereich des Sachenrechts das Eigentumsrecht (2. bis 5. Hauptstück; §§ 353 bis 446), das Pfandrecht (6. Hauptstück, §§ 447 bis 471) und die Dienstbarkeiten (7. Hauptstück; §§ 472 bis 530). Nach 1945 arbeitete er noch an der zweiten Auflage (1948–1978) mit, deren gesamtes Erscheinen er jedoch nicht mehr erlebte. Der Kommentar zum ABGB wird seit 2000 von Attila Fenyves, Ferdinand Kerschner und Andreas Vonkilch in dritter Auflage herausgegeben.